# Der Schatz im Silbersee (Film)
Der Schatz im Silbersee ist ein Kinofilm von Harald Reinl nach Motiven des gleichnamigen Buches von Karl May. Das Drehbuch weicht erheblich vom Originalroman ab. Die Hauptrollen sind neben Lex Barker und Pierre Brice mit Götz George, Herbert Lom und Karin Dor besetzt.

## Handlung
Im kleinen Westernstädtchen Tulsa trifft eine überfallene Postkutsche ein. Darin liegt der ermordete Vater von Fred Engel. Freds Vater hatte einen Teil einer Schatzkarte bei sich, die zum geheimnisvollen Silbersee führt und von Männern des  Banditen Colonel Brinkley geraubt wurde. Fred macht sich auf die Suche nach den Mördern seines Vaters und trifft mit Sam Hawkens und dem reimenden Gunstick-Uncle auf Old Shatterhand und Winnetou, die das Verbrechen anhand von Spuren ebenfalls schon entdeckt haben.
Old Shatterhand erfährt von Fred, dass der zweite Teil der Schatzkarte sich auf der befestigten Farm von Mrs. Butler in den Händen von Engels Partner, Mr. Patterson, befindet. Da jedoch auch ein Spion Brinkleys dieses Gespräch belauscht hat, ist ein Angriff der Banditen auf die Farm zu erwarten. Gerade noch rechtzeitig treffen die Helden ein, um den ersten Angriff der Banditen auf die Farm abzuwehren. Brinkleys Männer können jedoch Mr. Patterson und seine Tochter Ellen, die gerade von einem Ausritt zurückkehren, gefangen nehmen und wollen sie nur gegen Herausgabe des zweiten Schatzkartenteils, den Patterson auf der Farm zurückgelassen hatte, freigeben. Durch einen verborgenen Fluchttunnel können Old Shatterhand und Fred die Farm verlassen, Patterson und seine Tochter befreien und sie zur Farm zurückbringen. Wütend beginnen die Banditen erneut einen Angriff auf die Farm. In letzter Sekunde trifft Winnetou mit Indianern vom Stamm der Osagen ein. Mit dieser Verstärkung gelingt es, die Banditen in die Flucht zu schlagen.
Auf dem Weg zum Silbersee werden Old Shatterhand, Winnetou und der Rest der Gruppe, der sich auch der nach Schmetterlingen suchende englische Lord Castlepool angeschlossen hat, vom Stamm der Utahs umzingelt, die glauben, die Truppe habe ihr Dorf niedergebrannt. In Wirklichkeit war das Indianerdorf von Brinkley und seinen Banditen überfallen worden. In dem Durcheinander gelingt es Brinkley überdies, Ellen zu entführen und Fred ebenfalls gefangen zu nehmen. Old Shatterhand muss mit dem Häuptling der Utahs, „Großer Wolf“, einen Kampf auf Leben und Tod bestreiten, um die Indianer von der Unschuld seiner Freunde zu überzeugen. Old Shatterhand gewinnt den Kampf, wobei er den „Großen Wolf“ bewusstlos schlägt, schont das Leben des Häuptlings und kann mit seinen Gefährten ungehindert die Indianer verlassen.
Eine erneute Verzögerung der Reise zum Silbersee tritt ein, als der Unterhäuptling der Utahs, „Rollender Donner“, auf eigene Faust mit seinen Kriegern die Truppe um Old Shatterhand angreift und daraufhin vom eigenen Häuptling „Großer Wolf“ erschossen wird. Nach dem Rauchen der Friedenspfeife machen sich die Helden zusammen mit den Indianern auf den Weg zum Silbersee, wo Brinkley bereits mit Ellen und Fred eingetroffen ist. Die Banditen beginnen, ein Floß zu bauen. Fred und Ellen gelingt beinahe die Flucht, doch kurz nachdem sie den See durchschwommen haben, werden sie von einem Posten entdeckt, der eigentlich bei den Pferden bleiben sollte. Brinkley fährt mit seinen engsten Kumpanen über den See zu einer Höhle, in der sich der Schatz befindet. Sollten sie nicht rechtzeitig nach drei Stunden zurückkehren, soll Fred gehängt werden. Was die Verbrecher mit Ellen tun dürfen, stellt er ihnen frei.
In der Höhle treffen die Banditen auf den alten Indianer „Großer Bär“, der den Schatz bewacht, und schlagen ihn nieder. Gleich nach dem Anblick des Schatzes, der sich in einer Nische innerhalb der Höhle befindet, fallen die Banditen im Rausch übereinander her; zuletzt erschießt Brinkley seine Kumpane. Als er gerade nach dem Schatz greift, rafft sich der niedergeschlagene Indianer auf und zieht an einer Kette, wodurch der Schatz und Brinkley in die Tiefe stürzen. Brinkley versinkt in einem unterirdischen Moor.
Da niemand mehr da ist, um Bericht zu erstatten, verlieren die am Ufer wartenden Banditen die Geduld und wollen Fred töten. Als Old Shatterhand und seine Begleiter mit den Indianern am Silbersee eintreffen, können sie Freds Ermordung in letzter Sekunde verhindern, indem Old Shatterhand den Henkersstrick durchschießt. Die Banditen werden besiegt, und Lord Castlepool findet auf der Schulter eines der Banditen sogar den extrem seltenen Schmetterling Papilio polymnestor parinda. Zufrieden mit dem Ausgang trennen sich Indianer und Helden, und sie reiten neuen Abenteuern entgegen.

## Produktion
Initiator des Films war der Produzent Horst Wendlandt, der seine wichtigsten Partner Preben Philipsen, dem mehrheitlich die Rialto Film gehörte, und Waldfried Barthel, den Chef der Constantin Film, aufgrund der Beliebtheit der Karl-May-Romane von der vielversprechenden Großproduktion überzeugen konnte. In Konsul Barthels Ferienhaus in Garmisch-Partenkirchen entwickelten Gerhard F. Hummel und Hanns Wiedmann in mehrwöchigen Klausuren die ersten Handlungsentwürfe für eine Winnetou-Serie, deren Treatments zur Grundlage von Der Schatz im Silbersee sowie Winnetou I und Winnetou II wurden. Am 20. Januar 1962 kam es in der Münchner Constantin-Zentrale zum Abschluss des Filmrechtevertrages für die Romane Der Schatz im Silbersee und die Winnetou-Trilogie zwischen Barthel, Philipsen und Joachim Schmid aus der Bamberger Verlegerfamilie Schmid für den Karl-May-Verlag.
Mit Der Schatz im Silbersee begann die erfolgreiche Zusammenarbeit zwischen der Rialto Film und der jugoslawischen staatlichen Filmfirma Jadran Film, die aufgrund mehrerer in Jugoslawien entstandener Sandalenfilme bereits über große Erfahrung mit aufwändigen Kostüm- und Reiterfilmen verfügte.
Als Regisseur sah Wendlandt Alfred Vohrer vor, doch Waldfried Barthel konnte den erfahrenen Bergfilmer Harald Reinl durchsetzen. Als Darsteller des Old Shatterhand stand für Wendlandt von Beginn an Lex Barker fest, während die ideale Winnetou-Besetzung lange gesucht werden musste. Der Vorvertrag mit Guy Williams wurde wieder aufgelöst, da sich Wendlandt nach einer Begegnung am Rande der Berlinale 1962 für Pierre Brice entschied.
Die Kostüme für Old Shatterhand und Winnetou entwarf die Kostümbildnerin Irms Pauli. Um Winnetou ein markantes Aussehen zu geben, setzte sie ein Kostüm mit Perlenstickerei durch. Das Lederwams von Old Shatterhand sollte ursprünglich mit einem Streifenbesatz versehen sein. Sie orientierte sich dann jedoch an der Garderobe, die Barker in dem Film Lederstrumpf: Der Wildtöter 1957 trug. Das Shatterhand-Kostüm ist aber deutlich vornehmer, wozu auch der mit Silberbeschlägen versehene Navajo-Gürtel aus Barkers Privatbesitz beitrug.

### Dreharbeiten und Endfertigung
Am 6. August 1962 begannen die Dreharbeiten, die Presse wurde darüber erst am 17. August informiert. Die Außenaufnahmen am Silbersee drehte man gleich zu Beginn an den Plitvicer Seen im Dinarischen Karst. Als Silbersee diente der See Kaluđerovac. Die Schatzhöhle dort ist eine kleine natürliche Höhle, die Innenaufnahmen entstanden im Studio. Die dramatische Schlussszene, als Fred gehängt werden soll, entstand am großen Wasserfall am See Galovac. Die Indianer wurden von Bewohnern der Ortschaft Plitvička Jezera dargestellt. Die Butler-Farm wurde im Tal von Grobnik (Grobničko polje) in der Nähe der Hafenstadt Rijeka in Kroatien (damals Jugoslawien) erbaut. In der Paklenica-Schlucht (bei Starigrad) entstanden die Westernstadt Tulsa, das Tramp-Lager „El Doro“ und die Aufnahmen im Geistercanyon. Der im Film zu sehende Fluss ist der Zrmanja. Am 1. Oktober 1962 war der letzte Drehtag. Der Rohschnitt war am 25. Oktober beendet, der Feinschnitt am 2. November. Vom 14. bis 20. November fand die Sprachsynchronisation statt, die Musikaufnahmen im Studio Hamburg dauerten vom 21. bis 23. November. Insgesamt kostete die Produktion 3,5 Millionen DM.

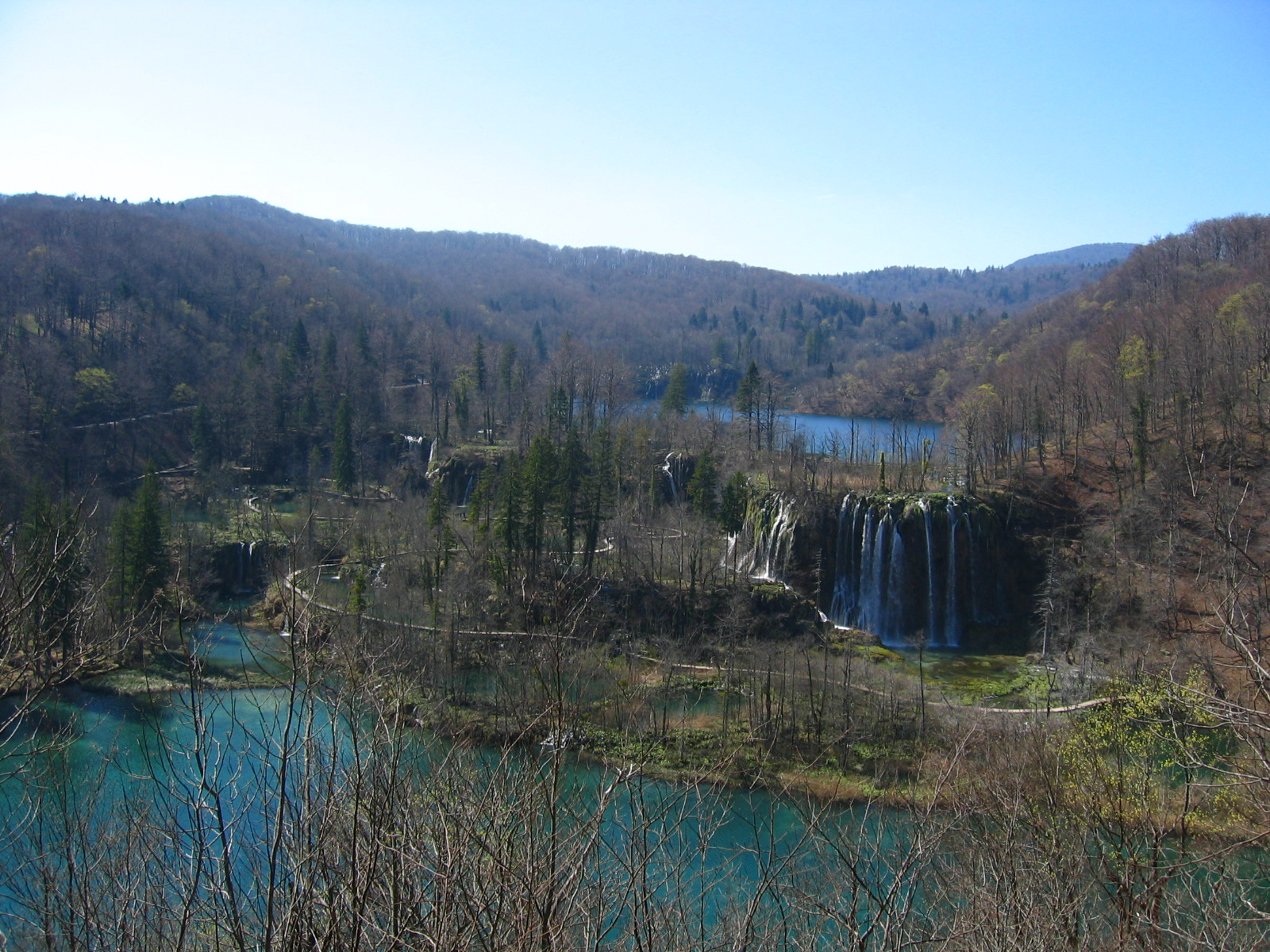
Galovac-Wasserfall in den Plitvicer Seen, 2007
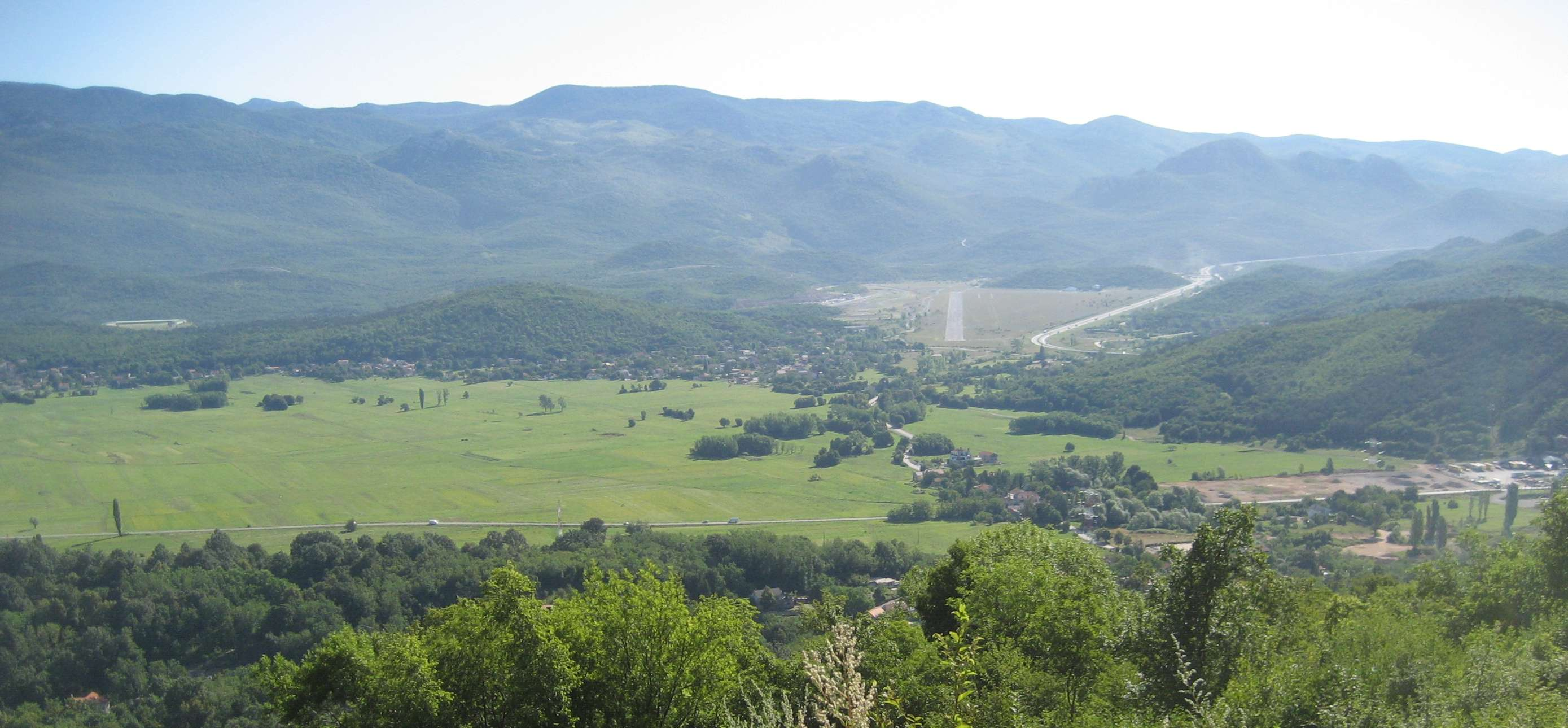
Tal von Grobnik, 2009
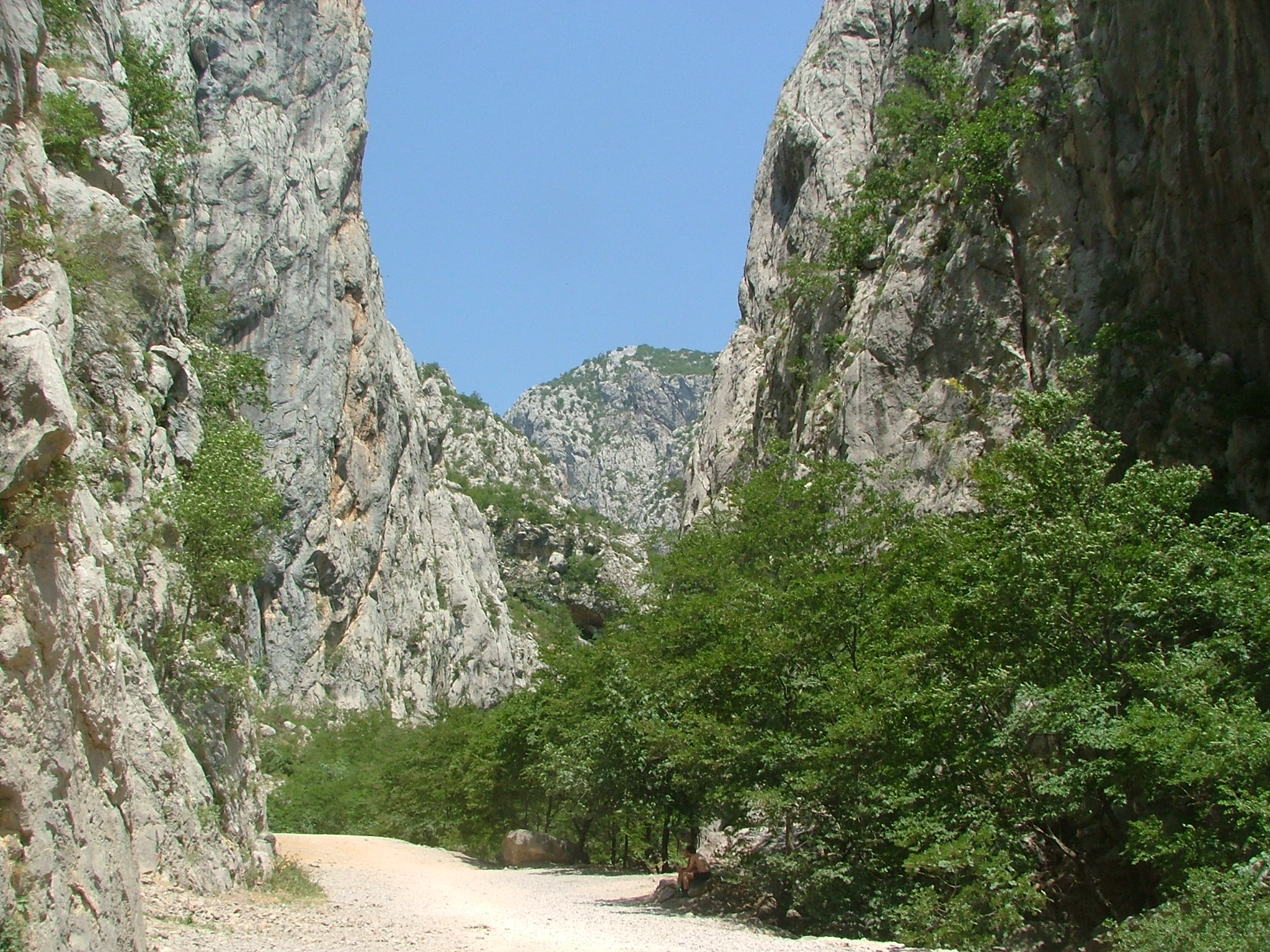
Paklenica-Schlucht, 2005

### Das Votum der Filmbewertungsstelle
Am 21. August 1962 hatte die Constantin Film bei der Filmbewertungsstelle Wiesbaden einen Antrag auf Prädikatisierung gestellt. Die Filmbewertungsstelle verweigerte jedoch zunächst ein Prädikat. Ihr Gutachten urteilte, das Drehbuch habe die Fabel aus der Vorlage von Karl May nicht überzeugend entfaltet. Die Geschichte sei mit penetrantem Ernst durchgespielt worden, der Regie mangele es an straffer Führung, die Kameraarbeit sei abgesehen von einigen Bildfolgen am Silbersee recht durchschnittlich. Für keine einzige schauspielerische Leistung sei ein Prädikat zu verantworten. Der Hauptausschuss der Filmbewertungsstelle revidierte jedoch am 24. Januar 1963 das ursprüngliche Urteil und verlieh der Verfilmung Der Schatz im Silbersee das Prädikat „wertvoll“.

### Premiere
In der Programmzeitschrift Bild und Funk erschien in der Art eines Fortsetzungsromans ab November 1962 der Film als Bildergeschichte. Die Uraufführung am 12. Dezember 1962 im Universum in Stuttgart und die Erstaufführung in München im Mathäser am 14. Dezember fanden ein begeistertes Publikum. Der erste Karl-May-Film, der im Wilden Westen spielt, war ein großer Erfolg. Bei Produktionskosten von 3,5 Millionen DM erbrachte er ein Einspielergebnis von 6,4 Millionen DM. Im Jahr 2019 wurde er noch einmal in Wiederaufführung im Kino gezeigt, nachdem er zuvor zuletzt 1971 in den Kinos erschienen war. Im deutschen Fernsehen war der Film erstmals am 23. März 1974 zur Hauptsendezeit im ZDF zu sehen. In der DDR wurde der Film erstmals 1983 im Fernsehen ausgestrahlt, 1984 kam er in die Kinos.

### Altersfreigabe
Die FSK stellte dem Verleih frei, den Film ohne Schnitt ab 12 oder aber mit dem Schnitt einiger Schlägerszenen ab 6 Jahren laufen zu lassen. Constantin entschied sich für die ungeschnittene Fassung ab 12 Jahren. Ein Jahr später wurden aber Szenen wie das Auspeitschen der Banditen und ihr gegenseitiges Töten in der Schatzhöhle entfernt, sodass zu Ostern 1964 die gekürzte Fassung ab sechs Jahren mit neuem Werbematerial in die Kinos kommen konnte.

### Filmmusik
Die Filmmusik von Martin Böttcher wurde prägend für die weiteren Karl-May-Verfilmungen. Das Hauptthema des Films, die „Old-Shatterhand-Melodie“, wurde als Single über 100.000-mal verkauft. Das war zu der Zeit sehr ungewöhnlich, zumal es sich noch um instrumentale Filmmusik handelte.

### Sonstiges
- Zu Beginn des Films trägt Old Shatterhand, gemäß der literarischen Vorlage, eine der wenigen Male einen Vollbart, den er jedoch bald darauf abrasiert. In Winnetou I trägt er ein weiteres Mal einen Vollbart. Auch den Hut, der an seinem Sattel hängt, setzt er nie auf. Damit unterscheidet sich die Darstellung seines Westmannes von denen in US-amerikanischen Westernfilmen. Auch bei der Wildtöter-Verfilmung trug Barker bereits keine Kopfbedeckung. In den Karl-May-Filmen mit Old Surehand, gespielt von Stewart Granger, trägt dieser immer einen Hut. Der Verzicht auf den Bart und den alten Hut stehen für die deutlich sichtbare Modernisierung der Figur des Old Shatterhand. Die Filmemacher wollten deutlich auf Distanz zu der Figur gehen, die Karl May in seinen Büchern beschrieb, um sie für das jugendliche Publikum attraktiver zu machen. Die Rasur-Szene in Tulsa wurde deshalb sichtbar herausgestellt.
- Der Film und das Buch haben vergleichsweise wenig gemeinsam. Die Handlung wurde stark verändert. Außerdem treten zum Beispiel Old Firehand und Tante Droll nicht auf. Dafür tritt im Film Sam Hawkens auf, der im Roman nicht erwähnt wird. Fred Engel und Ellen Patterson sind im Buch Kinder, im Film jedoch Erwachsene.
- Barker bekam für seine Rolle eine Gage von 120.000 DM.
- Pierre Brice war nicht überzeugt von seiner Rolle. Durch die wenigen Dialoge war der Indianer keine darstellerische Herausforderung für ihn. Er versuchte, den Regisseur zu überreden, ihm mehr Dialog zuzugestehen, was dieser jedoch ablehnte. Er wurde von Reinl aufgefordert, weiterhin nur stolz zu blicken, zu schweigen und eine edle Haltung zu bewahren, das sei hervorragend für die Wirkung der Figur. Da er damals als Schauspieler noch weitgehend unbekannt war, betrug seine Gage 42.000 DM.
- Herbert Lom erhielt 78.000 DM Gage.
- Für die Dreharbeiten wurden 3000 Statisten und 2500 Pferde eingesetzt.
- Für die dramaturgische und wissenschaftliche Beratung war Gerhard F. Hummel (unter seinem Pseudonym Piet ter Ulen) verantwortlich.

## Synchronisation
| Rolle            | Darsteller            | Synchronsprecher   |
| ---------------- | --------------------- | ------------------ |
| Old Shatterhand  | Lex Barker            | Horst Niendorf     |
| Colonel          | Herbert Lom           | Herbert Lom        |
| Fred Engel       | Götz George           | Götz George        |
| Ellen Patterson  | Karin Dor             | Karin Dor          |
| Mrs. Butler      | Marianne Hoppe        | Marianne Hoppe     |
| Lord Castlepool  | Eddi Arent            | Eddi Arent         |
| Sam Hawkens      | Ralf Wolter           | Ralf Wolter        |
| Patterson        | Jan Sid               | Erwin Linder       |
| Hilton           | Ilija Ivezić          | Hans Walter Clasen |
| Gunstick-Uncle   | Mirko Boman           | Gerd Martienzen    |
| Hartley          | Branko Špoljar        | Josef Dahmen       |
| Knox             | Milivoj Stojanović    | Rudolf Fenner      |
| Rollender Donner | Slobodan Dimitrijević | Rolf Mamero        |
| Großer Wolf      | Jozo Kovačević        | Uwe Friedrichsen   |
| Woodward         | Velimir Hitil         | Benno Gellenbeck   |
| Winnetou         | Pierre Brice          | Herbert Stass      |

## Auszeichnungen
- Goldene Leinwand für über 3 Millionen Besucher innerhalb von 12 Monaten, verliehen am 22. Januar 1964 im Mathäser-Filmpalast, München. Der Schatz im Silbersee ist der erste Träger dieses Preises.
- Spielfilmprämie über 200.000 DM des Bundesministeriums des Inneren, 1963.
- Bambi für den geschäftlich erfolgreichsten Film 1963, verliehen am 19. April 1964 in der Schwarzwaldhalle, Karlsruhe
- Prädikat „wertvoll“ der Filmbewertungsstelle Wiesbaden am 24. Januar 1963

## Kritiken
Filmkritikerin Ilse Kümpfel-Schliekmann befand: „Da schaue keiner naserümpfend auf den ollen Karl May und seine üppig blühende Phantasie: Dieser CinemaScope-Farbfilm von Harald Reinl packt die ganze Winnetou-Naivität samt höherer Gerechtigkeit und tapferer Heldentugend ins zünftige Wildwestgewand, die jugoslawische Landschaft gibt einen herrlichen Indianerspielplatz ab, und was die Prärie-Saloons, die Schurkenvisagen und die diversen kinnladenkrachenden Handgemenge betrifft, so kann sich dieses rechtschaffen inszenierte Knabenabenteuer technisch durchaus mit so manchem Hollywood-Pferdegetrappel messen.“
Das Garmisch-Partenkirchner Tagblatt schrieb 1962: „Nicht ohne Mißtrauen machte man sich ins Kino auf. Mit welcher Heftigkeit würden sich Vorstellung und (Film-)Wirklichkeit in den Haaren liegen? Es ist nicht der erste Versuch, Karl-May-Romane auf die Leinwand zu bringen. Davon ist nicht viel in Erinnerung geblieben. Diesmal aber ist es geglückt.“
Die Kritiker vom Münchner Merkur meinten: „Die Regie von Harald Reinl, um ständige Bewegung bemüht, hielt die Heldentaten, kühnen Galoppaden, wilden Kämpfe und heiteren Episoden angereicherte Handlung in rasantem Fluß. Das naive Spiel, aus einer nicht umzubringenden Romanwelt entnommen, bleibt erfrischend bis zum letzten Meter.“
Die Filmecho/Filmwoche schrieb: „Schlangen vor den Kinokassen, wie man sie nur noch in blasser Erinnerung hatte, beweisen, daß es sich bei diesem Film offenbar um einen Goldschatz handelt.“
Das Westdeutsches Tageblatt lobte: „Eine besonders attraktive Akquisition hat Produzent Horst Wendlandt mit seinem Winnetou gemacht: Der französische Jungstar Pierre Brice bringt den edlen Häuptling Winnetou mit so viel romantischem Charme vor die Kamera, daß es fast schon sicher scheint, daß demnächst auch noch WINNETOU I bis III verfilmt werden.“
Klaus Hebecker urteilte im Film-Telegramm „Reinl kurbelte, gewiß mit Augenzwinkern, aber doch großem Kassen-Ernst, nach berühmtem Muster. Dazu achtete er streng darauf, daß jedes Maß an Betulichkeit gewahrt bleibt, das deutschen Kino-Breitenerfolgen stets anhaftet.“
Das Hamburger Abendblatt schrieb: „Martin Böttchers Musik trifft den Westernton exakt und hat Aussicht, zusammen mit dem hundertprozentig gelungenen Filmabenteuer für Groß und Klein zum Schlager zu werden.“
Thomas Klein schrieb 2003 in seinem Filmbuch: In den Karl-May Filmen sind „die Banditen, zumal deren Anführer, [...] von beispielloser Bösartigkeit. Allen voran Brinkley in Der Schatz im Silbersee, der mit der Schusswaffe oder dem Messer, ob diejenigen, die er um ihr Hab und Gut bringen will, oder seine eigenen Bandenmitglieder, kaltblütig exekutiert. So auch am Ende des Films: Colonel Brinkley und seine drei engsten Verbündeten stehen vor dem blitzenden und blinkenden Schatz und glauben, das Ziel ihrer Träume erreicht zu haben. Doch keiner will mit den anderen teilen, so ersticht und erschlägt man sich gegenseitig oder wird von Brinkley erschossen. Doch auch der scheitert, denn der totgeglaubte uralte Indianer, der den Schatz zu hüten hatte, bedient einen Hebel, so dass Brinkley mit dem Gold in eine tödliche Moorgrube fällt. Selten ist Habgier im Western eindrucksvoller visualisiert worden als in dieser Szene, die zugleich als Indiz für eine auffällige Vermischung dieses Westerns mit Motiven des Abenteuerfilms fungieren mag. Ihre Ähnlichkeit zum Finale der Indiana Jones-Filme, die Motive des Schatzes, der Schatzkarte, des Hüters des Schatzes, des nahezu paradiesischen Silbersees und der Bestrafung der Habgier durch einen besonderen Mechanismus, verleihen dem Film eine besondere Aura des Abenteuerlichen, die in den nachfolgenden Karl-May-Western verloren ging.“
Im Lexikon des internationalen Films stand: „In der Atmosphäre stimmige Karl-May-Verfilmung, die erste von zahlreichen aus den 60er Jahren (…). Ein in landschaftlich eindrucksvoller Kulisse angesiedelter Unterhaltungsfilm, der die Vorgaben des Romans zwar vergröbert, sich aber in der Handlung ähnlich nobel gibt; zurückhaltend bei Kampfszenen.“
Michael Petzel urteilte im „Karl-May-Filmbuch“: DER SCHATZ IM SILBERSEE ist naiv, aber nicht dumm; geschickt erzählt und technisch perfekt. So müssen Karl-May-Filme sein!
Der Bayrische Rundfunk meinte: Es „wird 110 Filmminuten lang geschossen, geritten, gelitten, geliebt und betrogen, was das Zeug hält. Am Ende gewinnen, ganz klar, die Guten - und natürlich die Constantin Film. Nach dem Silbersee-Auftakt besiegelt die Winnetou-Trilogie eine epische Blutsbrüderschaft, die noch heute für Groß und Klein einen Regentag zum TV-Glücksmoment erheben kann.“
Im Reclams Lexikon des deutschen Films wertete Martin Prucha: „Hauptgründe des Erfolges waren die naive Frische und Geradlinigkeit des Films, der die Einstellung seines Regisseurs Harald Reinl treffend wiedergibt: Das Gute im Kino siegen zu lassen.“
Christoph Hartung meinte auf Kritikerseite: „‚Der Schatz im Silbersee‘" kann mit den John-Ford-Klassikern nicht konkurrieren. Er ist aber ein prachtvolles Abenteuer, das den Vergleich mit so manch anderer Pferdeoper aus den USA nicht scheuen muss, und das zu einem Klassiker des deutschen Films geworden ist.“